# Stazione di Shinnan-yō
La stazione di Shinnan-yō (新南陽?, Shinnan-yō-eki) è una stazione ferroviaria situata nella città di Shūnan, nella prefettura di Yamaguchi in Giappone. Si trova lungo la linea principale Sanyō della JR West ed è interessata anche dal traffico merci della JR Freight.

## Linee e servizi
JR West
■ Linea principale Sanyō

## Caratteristiche
La fermata è dotata di un marciapiede a isola con due binari in superficie collegati da sovrappassaggio.
| 2 | ■ Linea principale Sanyō | per Tokuyama e Yanai      |
| 3 | ■ Linea principale Sanyō | per Hōfu e Shin-Yamaguchi |

## Stazioni adiacenti
| «                      | Servizio               | »                      |
| Linea principale Sanyō | Linea principale Sanyō | Linea principale Sanyō |
| ---------------------- | ---------------------- | ---------------------- |
| Tokuyama               | -                      | Fukugawa               |